# TZ Cassiopeiae

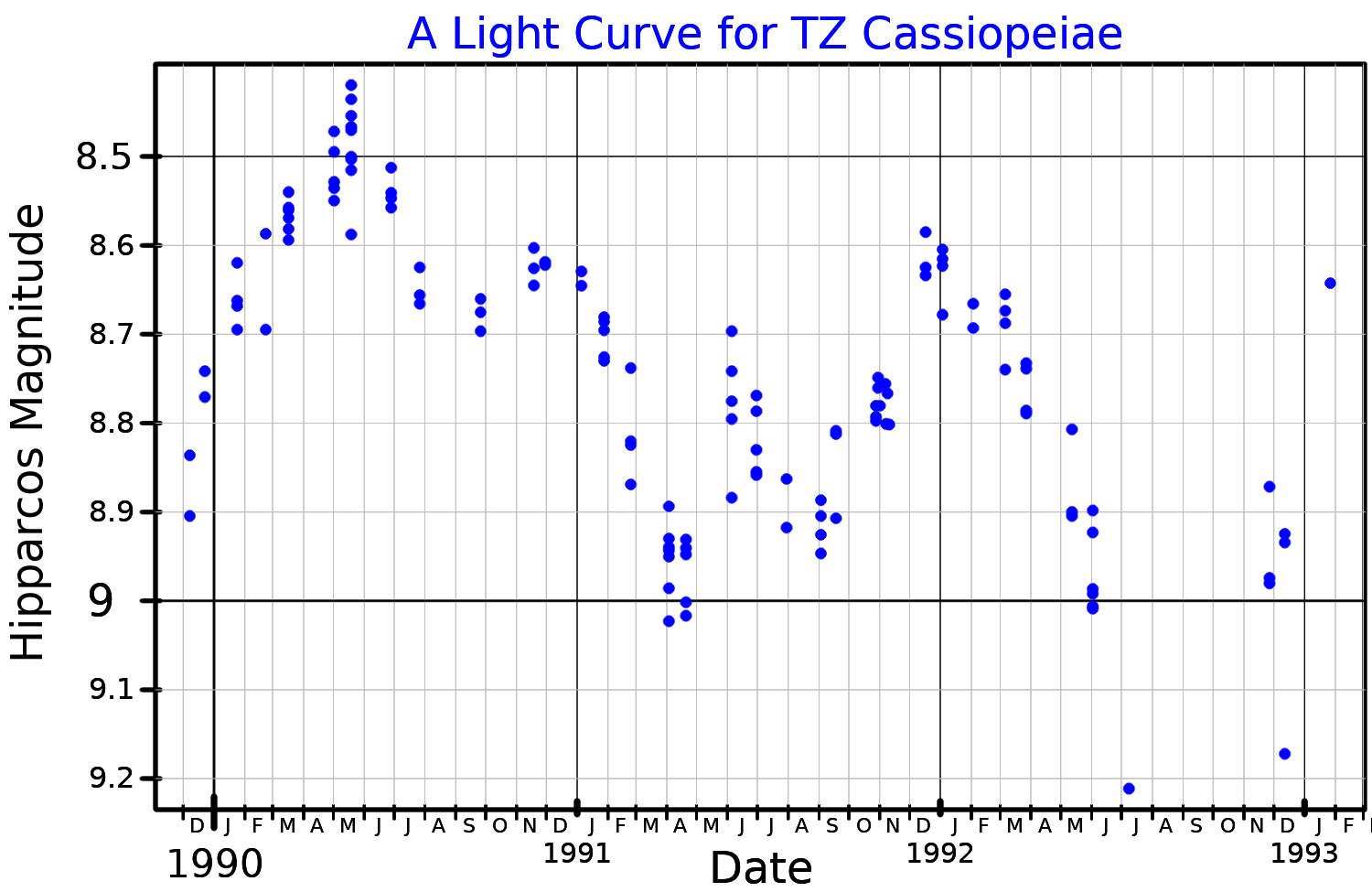
Gràfic de l'espectre de llum emès per TZ Cassiopeiae.

TZ Cassiopeiae (TZ Cas / HIP 117763 / SAO 20912) és un estel variable a la constel·lació de Cassiopea de magnitud aparent mitjana +9,04. Molt allunyada del sistema solar, s'estima que està a una distància de 2.378 parsecs (7.750 anys llum), però l'error en la mesura és de ± 658 parsecs.
TZ Cassiopeiae és una supergegant vermella de tipus espectral M3I amb una temperatura efectiva de 3.670 K. És un estel de gran grandària, amb un radi 645 vegades més gran que el radi solar, equivalent a 3 ua. Si estiguera al lloc del Sol, les òrbites dels primers quatre planetes —la Terra inclusivament— quedarien englobades dins de l'estel. Amb una massa d'aproximadament 15 masses solars, s'estima que la seva pèrdua de massa estel·lar —com a pols, ja que el gas atòmic i molecular no ha pogut ser avaluat— és de 3,8 × 10-9 masses solars per any. Donada la seva elevada massa, TZ Cassiopeiae acabarà la seva vida esclatant com una espectacular supernova.
TZ Cassiopeiae està catalogada com una variable irregular de tipus LC i de fet és prototip d'aquesta subclasse. La seva lluentor varia entre magnitud +8,86 i +10,50 havent-se detectat un possible període de 3.100 dies.